# Saturnino Arrúa
Saturnino «Nino» Arrúa Molina (Itá, 7 de abril de 1949) es un exfutbolista y entrenador paraguayo. Jugaba como volante ofensivo, destacándose en el Real Zaragoza de España y en Cerro Porteño. Es el sexto máximo goleador histórico de la selección de fútbol de Paraguay.

## Trayectoria

### Como jugador

#### Inicios
En 1963, a los 14 años, Saturnino Arrúa inició su carrera futbolística en el club de su ciudad natal, el Sportivo Iteño. Su habilidad y rendimiento llamaron la atención de los equipos más prestigiosos del país, lo que lo llevó a incorporarse a Cerro Porteño al año siguiente. Debutó en la Primera División de Paraguay en 1967, con 18 años de edad.
Con el equipo azulgrana, Arrúa destacó rápidamente. Fue subcampeón en su primera temporada y se coronó máximo goleador de la liga paraguaya. A lo largo de su trayectoria en Cerro Porteño, conquistó tres títulos nacionales y volvió a ser el máximo goleador en otras dos ocasiones. Su desempeño le valió ser convocado a la selección de fútbol de Paraguay y tuvo participación en Eliminatorias Sudamericanas, sin clasificar a la Copa Mundial de la FIFA. Durante su paso por Cerro Porteño, Arrúa disputó 147 partidos en competiciones locales, anotando 55 goles. En la Copa Libertadores, participó en 29 encuentros y marcó 13 goles.

#### Traspaso fallido al AS Nancy Lorraine
En octubre de 1971, Arrúa viajó a Francia para incorporarse al AS Nancy Lorraine de la Ligue 1. Durante los entrenamientos y partidos amistosos, impresionó con su rendimiento y goles, lo que acercó su fichaje al cierre. Sin embargo, al revisar el contrato, que estaba redactado únicamente en francés, descubrió que implicaba un compromiso de diez años. Rechazó firmar bajo esas condiciones y, tras una serie de complicaciones, incluyendo la falta de apoyo del agente que lo había llevado, Arrúa recurrió a la Embajada de Paraguay en Francia para regresar a su país.

#### Etapa en el Real Zaragoza
En 1973, Arrúa se unió al Real Zaragoza de la Primera División de España. Formó parte del grupo conocido como los «zaraguayos», junto con sus compatriotas Carlos Diarte, Víctor Hugo Zayas y Felipe Santiago Ocampos. En 1974, fue distinguido como el mejor jugador extranjero de la liga española. Durante su estancia en el Real Zaragoza, el equipo logró posiciones consideradas históricas, –dado que nunca antes el club había llegado a esas instancias–: un tercer puesto en la temporada 1973-74, un subcampeonato en la temporada 1974-75 y otro subcampeonato en la Copa del Generalísimo de 1975-76. Arrúa permaneció en el club hasta 1979.

#### América de Cali y retirada
En 1981, Arrúa fichó por el América de Cali, donde compartió equipo con otros futbolistas paraguayos como Gerardo González Aquino y Juan Manuel Battaglia. Decidió concluir su carrera como jugador profesional en 1985.

#### Legado
Saturnino Arrúa es considerado uno de los futbolistas paraguayos más destacados de todos los tiempos.

### Como entrenador
En su faceta de entrenador, dirigió a varios equipos, entre ellos a Cerro Porteño, Club Atlético 3 de Febrero, Club Sportivo Iteño, 12 de Octubre Football Club y Club Sportivo 2 de Mayo, entre otros.

## Selección nacional

### Como jugador
Ha sido internacional con la selección de fútbol de Paraguay. Actualmente, Saturnino Arrúa se encuentra en la sexta posición de máximos goleadores históricos de la selección paraguaya con 13 goles, detrás de Romerito.

#### Goles en la selección
| Goles con la Selección de Paraguay | Goles con la Selección de Paraguay | Goles con la Selección de Paraguay | Goles con la Selección de Paraguay | Goles con la Selección de Paraguay | Goles con la Selección de Paraguay | Goles con la Selección de Paraguay | Goles con la Selección de Paraguay | Goles con la Selección de Paraguay |
| Resultados                         | Resultados                         | Resultados                         | Resultados                         | Lugar                              | Estadio                            | Fecha                              | Tipo                               | Goles                              |
| ---------------------------------- | ---------------------------------- | ---------------------------------- | ---------------------------------- | ---------------------------------- | ---------------------------------- | ---------------------------------- | ---------------------------------- | ---------------------------------- |
| Paraguay                           | 2                                  | 1                                  | Colombia                           | Asunción                           | Estadio Defensores del Chaco       | 24 de agosto de 1969               | Eliminatorias Sudamericanas 1970   | 2 goles                            |
| Paraguay                           | 1                                  | 1                                  | Argentina                          | Asunción                           | Estadio Defensores del Chaco       | 4 de julio de 1971                 | Amistoso Copa Chevallier           | 1 gol                              |
| Paraguay                           | 2                                  | 3                                  | Chile                              | Santiago                           | Estadio Nacional                   | 14 de julio de 1971                | Amistoso                           | 2 goles                            |
| Paraguay                           | 2                                  | 0                                  | Chile                              | Asunción                           | Estadio Defensores del Chaco       | 8 de agosto de 1971                | Amistoso                           | 1 gol                              |
| Paraguay                           | 2                                  | 0                                  | Perú                               | Asunción                           | Estadio Defensores del Chaco       | 15 de agosto de 1971               | Amistoso                           | 2 goles                            |
| Paraguay                           | 6                                  | 1                                  | Bolivia                            | Manaus                             | Estadio Vivaldo Lima               | 25 de junio de 1972                | Amistoso                           | 3 goles                            |
| Paraguay                           | 1                                  | 1                                  | Argentina                          | Asunción                           | Estadio Defensores del Chaco       | 16 de septiembre de 1973           | Eliminatorias Sudamericanas 1974   | 1 gol                              |
| Paraguay                           | 4                                  | 0                                  | Bolivia                            | Asunción                           | Estadio Defensores del Chaco       | 30 de septiembre de 1973           | Eliminatorias Sudamericanas 1974   | 1 gol                              |

Para un total de 13 goles.

## Clubes

### Como jugador
| Club             | País     | Año       |
| ---------------- | -------- | --------- |
| Cerro Porteño    | Paraguay | 1967-1973 |
| Real Zaragoza    | España   | 1973-1979 |
| Cerro Porteño    | Paraguay | 1979-1980 |
| América de Cali  | Colombia | 1981      |
| Club 1° de Marzo | Paraguay | 1982-1985 |

## Palmarés

### Como jugador

#### Títulos nacionales
| Título           | Club          | País     | Año  |
| ---------------- | ------------- | -------- | ---- |
| Primera División | Cerro Porteño | Paraguay | 1966 |
| Primera División | Cerro Porteño | Paraguay | 1970 |
| Primera División | Cerro Porteño | Paraguay | 1972 |
| Primera División | Cerro Porteño | Paraguay | 1973 |

#### Otros logros
- Subcampeón de la Primera División de España 1974-75.
- Subcampeón de la Copa del Generalísimo 1975-76.

### Como entrenador

#### Títulos nacionales
| Título           | Club               | País     | Año  |
| ---------------- | ------------------ | -------- | ---- |
| Segunda División | 12 de Octubre FC   | Paraguay | 1997 |
| Segunda División | Club 3 de Febrero  | Paraguay | 2004 |
| Segunda División | Sportivo 2 de Mayo | Paraguay | 2005 |
| Tercera División | Choré Central      | Paraguay | 2005 |

## Distinciones individuales

### Como jugador
| Distinción                                                                      | Año        |
| ------------------------------------------------------------------------------- | ---------- |
| Balón de Oro, otorgada por la APF                                               | 1970, 1972 |
| Sexto máximo goleador histórico de la selección de fútbol de Paraguay           | 1973       |
| Mejor jugador extranjero de la Primera División de España                       | 1974       |
| Cuarto máximo goleador de la temporada 1974-75 de la Primera División de España | 1975       |
| Distinción Especial otorgada por la APF                                         | 2010       |